# Batalla del Guiniguada
la batalla del Guiniguada fue un enfrentamiento bélico habido entre los conquistadores al servicio de la Corona de Castilla y los aborígenes de la isla de Gran Canaria —Canarias, España— durante el proceso de conquista de la misma a finales del siglo XV.
Tuvo lugar el 28 de junio de 1478 en la zona donde modernamente se levanta el barrio de Vegueta de la ciudad de Las Palmas de Gran Canaria, siendo el primer choque bélico entre conquistadores y aborígenes. Fue además prácticamente la única gran batalla que sucedió durante el resto de la conquista de la isla, pues los canarios optaron por plantear una guerra de guerrillas tras su derrota en este enfrentamiento.

## Antecedentes
A lo largo del siglo XV la conquista de las islas Canarias estuvo dirigida por iniciativas privadas, primero por parte de conquistadores normandos al servicio de Castilla y más tarde por señores castellanos provenientes de Andalucía. El señorío de las islas recayó tras herencias y cesiones en Inés Peraza y su marido Diego García de Herrera, quienes finalmente cedieron sus derechos de conquista sobre Gran Canaria, Tenerife y La Palma a la Corona de Castilla en 1477 ante la imposibilidad material de consumar su ocupación.
Los Reyes Católicos decidieron empezar la conquista realenga por la isla de Gran Canaria, encargando al cronista Alonso de Palencia y al futuro asistente mayor de Sevilla Diego de Merlo la organización de la misma. Estos firmaron capitulaciones con fray Juan de Frías, obispo de Rubicón, quien figura como jefe máximo de la empresa. Como capitanes del ejército conquistador son nombrados el deán de Canarias Juan Bermúdez en representación del obispo, y el capitán Juan Rejón, criado de los reyes.
La armada arribó al puerto de Las Isletas el 24 de junio de 1478, instalando su campamento o real en la margen derecha del barranco Guiniguada. A los pocos días, mientras los conquistadores aún están fortificando el lugar, comienzan a reunirse los canarios en los cerros próximos.

## Fuerzas en combate

### El ejército conquistador
El ejército inicial que partió del Puerto de Santa María estaba compuesto, según el cronista Alonso de Palencia, por mil trescientos efectivos. Sin embargo, este mismo autor indica que finalmente solo se quedaron en la isla unos trescientos soldados, de los cuales treinta eran jinetes, pues el resto se dispersó por las islas en busca de esclavos y fueron capturados por los portugueses, mientras otros abandonaron debido a la presencia lusa. Por su parte, las denominadas crónicas de la conquista y las historias de Abréu Galindo y de Leonardo Torriani indican que el ejército conquistador estaba compuesto de seiscientos peones y treinta jinetes.
Según Abréu Galindo, los líderes durante la batalla fueron como capitán supremo Juan Rejón, mientras el deán Bermúdez iba como capitán de la caballería, y Alonso Fernández de Lugo y Rodrigo de Solórzano como capitanes de la infantería. El estandarte era portado por Alonso Jáimez de Sotomayor, alférez mayor de la conquista.

### Los guerreros aborígenes
Las crónicas insulares y Torriani coinciden en señalar que en los cerros próximos al campamento castellano se reunieron en torno a quinientos guerreros aborígenes, mientras que Abréu indica una cifra de más de dos mil guerreros canarios.

## Desarrollo
Según Abréu Galindo el capitán Rejón envió a un intérprete para parlamentar con los canarios que se habían reunido en los cerros próximos al campamento castellano. Este les dijo que venían en nombre de los reyes de Castilla para que se sometieran a su autoridad y se convirtieran al cristianismo, a cambio permanecerían en sus tierras en paz y bajo la protección castellana, pero que si rehusaban serían perseguidos, muertos o desterrados. Los canarios le dijeron que al día siguiente les darían la respuesta, pero ensoberbecidos por las victorias que habían tenido sobre los cristianos en los años precedentes, tenían en realidad intención de atacar el campamento al romper el alba. Los castellanos por su parte se mantuvieron en guardia toda la noche debido a que los capitanes desconfiaban de la respuesta dada por los canarios, y al amanecer se hallaban preparados para presentar batalla.
Al amanecer del día 28 de junio de 1478 los dos bandos se enfrentaron en las proximidades del campamento. Tras varias horas de lucha en la que no parecía haber victoria por ninguno, el capitán Rejón logró herir de una lanzada en el muslo al caudillo Adargoma, quien junto a su cuadrilla de guerreros hacía estragos entre los conquistadores. Los canarios, tras la prisión de Adargoma y al ver que llevaban la peor parte en la lucha al haber perdido unos treinta hombres y tener heridos más de cincuenta, decidieron retirarse. Los conquistadores por su parte, que habían perdido siete hombres y heridos casi una treintena, se resguardaron tras las murallas del real.

## Consecuencias
Tras la derrota sufrida los canarios rehusaron volver a atacar el real por miedo sobre todo a los caballos, claves para la victoria castellana según Leonardo Torriani, manteniéndose en los altos e interior de la isla. Por su parte, los conquistadores pudieron terminar de fortificar el campamento.